# 云南瑞丽重点开发开放试验区
云南瑞丽重点开发开放试验区是中华人民共和国的一个沿边重点开发开放试验区，位于云南省德宏傣族景颇族自治州。瑞丽试验区由“一核两翼”组成，“一核”包括瑞丽市与畹町经济开发区，规划面积1,020平方公里；“两翼”指试验区拓展配套的东、西翼发展区域，规划面积400平方公里，“东翼”由瑞丽－畹町－遮放－芒市组成，“西翼”由瑞丽－陇川－盈江组成。

## 沿革
2010年，中共中央、国务院印发《关于深入西部大开发战略的若干意见》，提出“积极建设广西东兴、云南瑞丽、内蒙古满洲里等重点开发开放实验区”的战略部署。2011年5月30日，瑞丽重点开发开放试验区建设启动，规划发展跨境经济合作区、国际物流仓储区、国际商贸旅游服务区、进出口加工区、特色农业示范区、生态建设示范区共六个功能区。2012年，国务院办公厅发布《关于同意广西东兴、云南瑞丽、内蒙古满洲里重点开发开放试验区建设实施方案的函》，随后设立中共瑞丽国家重点开发开放试验区工作委员会、瑞丽国家重点开发开放试验区管理委员会，实行“一个机构两块牌子”。2017年5月，中缅双方商务部签署了《关于建设中缅边境经济合作区的谅解备忘录》，开始建设中缅瑞丽－木姐边境经济合作区。

## 行政管理
瑞丽试验区党工委书记、管委主任由中共德宏州委书记兼任，党工委副书记由中共瑞丽市委书记兼任。